# Gospodarka Francji
Gospodarka Francji plasuje się na piątym miejscu na świecie (w 2008 roku Francja wyprzedziła Wielką Brytanię w wyniku niskiego kursu funta szterlinga względem euro) i drugim w Europie pod względem wysokości nominalnego produktu krajowego brutto oraz na dziewiątym miejscu pod względem produktu krajowego brutto ważonego parytetem siły nabywczej.

## Charakterystyka
Wśród największych gospodarek świata Francja wyróżnia się jednym z najniższych poziomów ubóstwa, najmniejszą nierównością dochodów oraz stojącym na wysokim poziomie systemem usług społecznych (opieka zdrowotna, system oświaty, system emerytalny) oraz usług publicznych (transport, bezpieczeństwo). W sektorze publicznym pracuje 21% pracowników (ok. 5,2 mln osób). Wydatki publiczne sięgają 56,3% PKB, co stawia Francję na drugim miejscu wśród krajów rozwiniętych (za Danią).
Francja jest członkiem G7 i G20. Według OECD, Francja była w 2004 r. piątym eksporterem i czwartym importerem dóbr przemysłowych. W 2008 r., z 117,5 mld USD inwestycji bezpośrednich, Francja została największym beneficjentem inwestycji zagranicznych w UE wyprzedzając Wielką Brytanię, i największym na świecie po USA (316 mld USD). Francja zajmuje pierwsze miejsce wśród krajów G8 pod względem wydajności pracy (mierzonej jako stosunek PKB per capita do liczby przepracowanych godzin).
W roku 2004 PKB na przepracowaną godzinę wynosił 47,7 dol. (USA – 46,3; Niemcy 42,1; Wielka Brytania 39,6; Japonia 32,5).

## Rolnictwo
Na Francję przypada 16% ziem uprawnych Unii Europejskiej, w samej Francji ziemie uprawne zajmują 52,5% terytorium. Ogółem sektor rolny i rolno-spożywczy stanowi ok. 6,7% PKB. Zatrudnienie w sektorze rolnym wynosi ok. 3% ogólnego zatrudnienia w kraju. Ludność wiejska stanowi ok. 20% populacji Francji. Francja pozostaje największym producentem rolnym w UE – wartość produkcji rolnej w 2018 r. wyniosła 77,2 mld euro, co stanowi ok. 18% produkcji rolnej i rolno-spożywczej UE.
Głównymi produktami produkcji rolnej są: zboża, bydło, wino, rośliny pastewne, drób i jajka, mleko i produkty mleczne, warzywa i owoce.

## Przemysł
Ważnymi gałęziami przemysłu jest przetwórstwo surowców (Saint-Gobain, Lafarge), przemysł elektromaszynowy (Schneider Electric, Alstom) i przemysł farmaceutyczny (SanofiSanofi-Aventis, Pierre Fabre, Servier), który jest największym w UE (produkcja 26,2 mld euro). Silną pozycję na światowym rynku mają koncerny telekomunikacyjne i technologii informacyjnych (Orange, SFR, Vivendi, Thomson), branży chemicznej, przemysłu lotniczego (Dassault, Bombardier, Airbus, Thales), czy kosmicznego (Arianespace). Francja przoduje także w produkcji artykułów luksusowych w postaci odzieży, wyrobów jubilerskich, biżuterii, galanterii skórzanej, kosmetyków (m.in. Kering, LVMH, l’Oréal, Chanel, Hermès). Udział francuskich marek w europejskim rynku motoryzacyjnym wynosi ponad 20% (PSA, Renault). Z przemysłem samochodowym związany jest szereg branż, w tym branża oponiarska (Michelin) oraz liczni podwykonawcy (Faurecia, Valeo).
Przemysł motoryzacyjny zatrudnia bezpośrednio około 700 tys. osób, a pośrednio 2,5 mln osób. W 2011 we Francji wyprodukowano 2,29 miliona aut.

## Gospodarka paliwowo-energetyczna
W 2012 całkowita podaż energii pierwotnej (ang. TPES) we Francji wynosiła 252,33 Mtoe, z czego 134,47 Mtoe wytwarzano na terenie Francji. W 2012 energia jądrowa odpowiadała 43,9% TPES Francji, ropa naftowa 22,7%, gaz ziemny 15,14%, odnawialne źródła energii 6,85%, węgiel 4,5%. W wyniku polityki rządu francuskiego podjętej w reakcji na szok naftowy z 1973 r. większość energii elektrycznej (75% w 2014) produkuje się w elektrowniach jądrowych. Dzięki rozbudowanej energetyce jądrowej Francja jest największym eksporterem energii elektrycznej w Europie – eksportuje 8,5% wytworzonej energii elektrycznej. Przyjęty w 2014 pakiet dotyczący transformacji energetycznej określa obniżenie udziału energetyki jądrowej w wytwarzaniu prądu do 50% w 2025 poprzez podniesienie efektywności energetycznej i rozwój odnawialnych źródeł energii.

## Gospodarka odpadami
We Francji przetwarza się średnio 42 kg opakowań na osobę rocznie (26 kg przypada na mieszkańca miast, 41 kg na mieszkańca terenów semizurbanizowanych i 59 kg na mieszkańca terenów wiejskich).

## Turystyka
Według INSEE w 2016 przychody sektora turystyki wyniosły 158,9 miliarda euro, co odpowiadało 7,1% produktu krajowego brutto. Przychód z obsługi przyjazdów turystów zagranicznych wyniósł około 54 miliardy euro. W 2017 Francję odwiedziło 87 milionów turystów zagranicznych. Najliczniej odwiedzane są stołeczny region Île-de-France oraz region Prowansja-Alpy-Lazurowe Wybrzeże.

## Transport

### Transport drogowy
Drogi we Francji podzielone są na następujące kategorie:
- autostrady (fr. Autoroutes)
- drogi krajowe (fr. Routes nationales)
- drogi departamentalne (fr. Chemins départamentaux)
- drogi gminne (fr. Voies communales)